# Лебединка (Омская область)
Лебединка — деревня в Седельниковском районе Омской области. Входит в состав Кейзесского сельского поселения.

## История
Основана в 1892 г..
В 1928 г. в составе Кейзесского сельсовета Седельниковского района Тарского округа Сибирского края.

## Население
| 1926 | 2010 |
| ---- | ---- |
| 526  | ↘273 |

деревня Лебединка

### Гендерный состав
По данным Всероссийской переписи населения 2010 года в гендерной структуре населения из 273 человек мужчин — 133, женщин — 140 (48,7 и 51,3 % соответственно).

### Национальный состав
В 1928 г. основное население — украинцы.
Согласно результатам переписи 2002 года, в национальной структуре населения русские составляли 99 % от общей численности населения в 335 чел..

## Инфраструктура
Личное подсобное хозяйство. В 1928 г. состояла из 80 хозяйства
Основа экономики — сельское хозяйство.

## Транспорт
Деревня доступна автотранспортом.  